# 종간
종간(宗侃, ? ~ 918년 음력 6월 14일)은 태봉(泰封) 군주(軍州) 궁예(弓裔)의 참모(參謀)이자 관리이다.

## 생애
궁예가 펼친 개혁 정치의 선두에 선 인물이다. 한때 신라(新羅)의 불교佛敎) 승려(僧侶)로 있다가 환속하였고 궁예의 치세 동안 궁예의 총애를 받았으며 그로 인해 그는 태봉(後高句麗) 권력의 2인자로서 궁예 다음으로 강한 권력을 잡았다. 그는 태봉(後高句麗)의 국가 기틀을 잡고 국가를 운영하며 궁예를 도와 대동방국의 이상을 실현하고자 하였다. 하지만 그의 불교를 기반으로 한 백성들의 권익신장과 호족 세력 억제를 지향하는 정치 방향은 호족 세력의 반발을 사게 되었고, 결국 패서 호족 세력의 대표격인 왕건의 반란으로 몰락하고 말았다.
918년에 왕건이 궁예를 몰아 내고자 역성혁명을 일으킬 때 군의 요직을 차지하던 대부분의 부하 장수들과 신하들은 일신의 부귀를 위해 왕건의 노선으로 돌아섰지만 종간과 은부는 끝까지 궁예를 따랐다. 결국 왕건의 수하가 보낸 추격군에 의해 중과부적으로 전사하였다.
그가 작성한 국가 행정 지침은 후에 왕건이 고려를 건국하고 통치하는 데 기틀이 되었다.

## 종간이 등장하는 작품

### TV 드라마
- 《태조 왕건》(KBS, 2000년~2002년, 배우:김갑수)